# Filippo di Matteo Torelli
Filippo di Matteo Torelli, né en 1409 à Florence et mort le 2 mai 1468 dans la même ville, est un peintre et enlumineur italien.

## Biographie
Filippo di Matteo Torelli naît en 1409 à Florence.
C'est un miniaturiste florentin actif de 1440 à 1468. La bibliothèque Laurentienne de Florence possède un Evangelistarium finement enluminé de sa main, avec des miniatures de l'Adoration des rois, de la Crucifixion, de la Résurrection. En collaboration avec Zanobi Strozzi, il enlumine quelques livres de chœur pour le Duomo et pour San Marco, à Florence. Ces miniatures ont été attribuées à tort à Fra Benedetto, le frère de Fra Angelico.
Filippo di Matteo Torelli meurt le 2 mai 1468 dans sa ville natale.